# 南市食品街
39°07′55″N 117°10′39″E / 39.1318632°N 117.1775754°E南市食品街位于天津市和平区南市地区，东邻和平路，北面与鼓楼和古文化街隔街相望。日客流量逾10万人次。

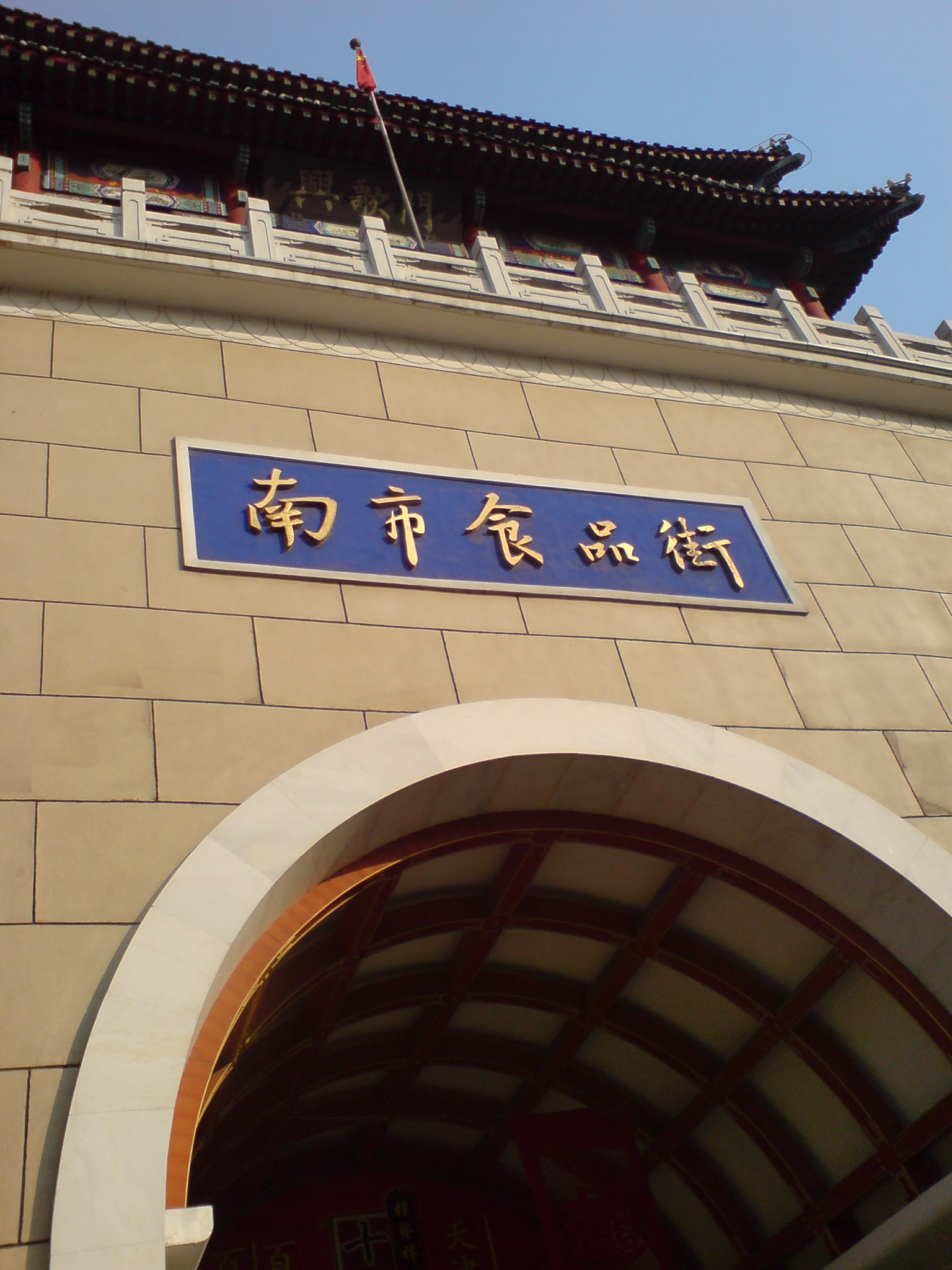
南市食品街大门

食品街整体建筑面积4.2万余平方米，1985年建成开业，其整体建筑类似于一座城堡，东西南北有四门分别命名为振羽门、兴歌门、中圣门、华腴门，整体寓意"振兴中华"，4个牌楼名称的含义是“振兴迎宾”、“兴歌起舞”、“中圣醉酒”、“华腴美味”。
南市食品街荟萃国内川、鲁、粤、湘、苏等八大菜系和津、京、晋、清真菜，同时兼有西餐和日、韩料理和国内200多种著名特色小吃。南市食品街是津门十景之八，双城醉月。

## 特色
天津三绝：狗不理包子与耳朵眼炸糕、桂发祥十八街麻花

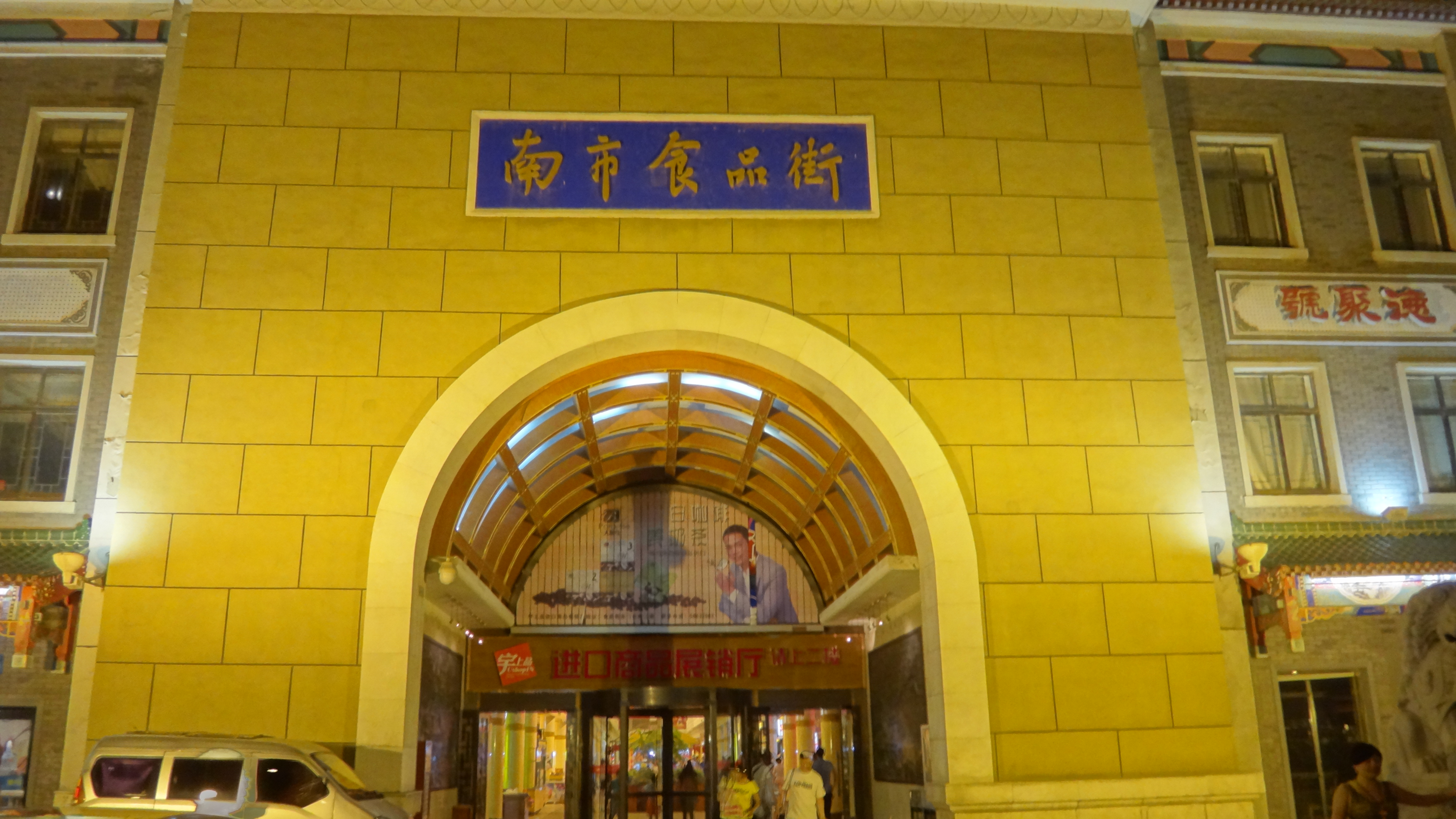
南市食品街大门
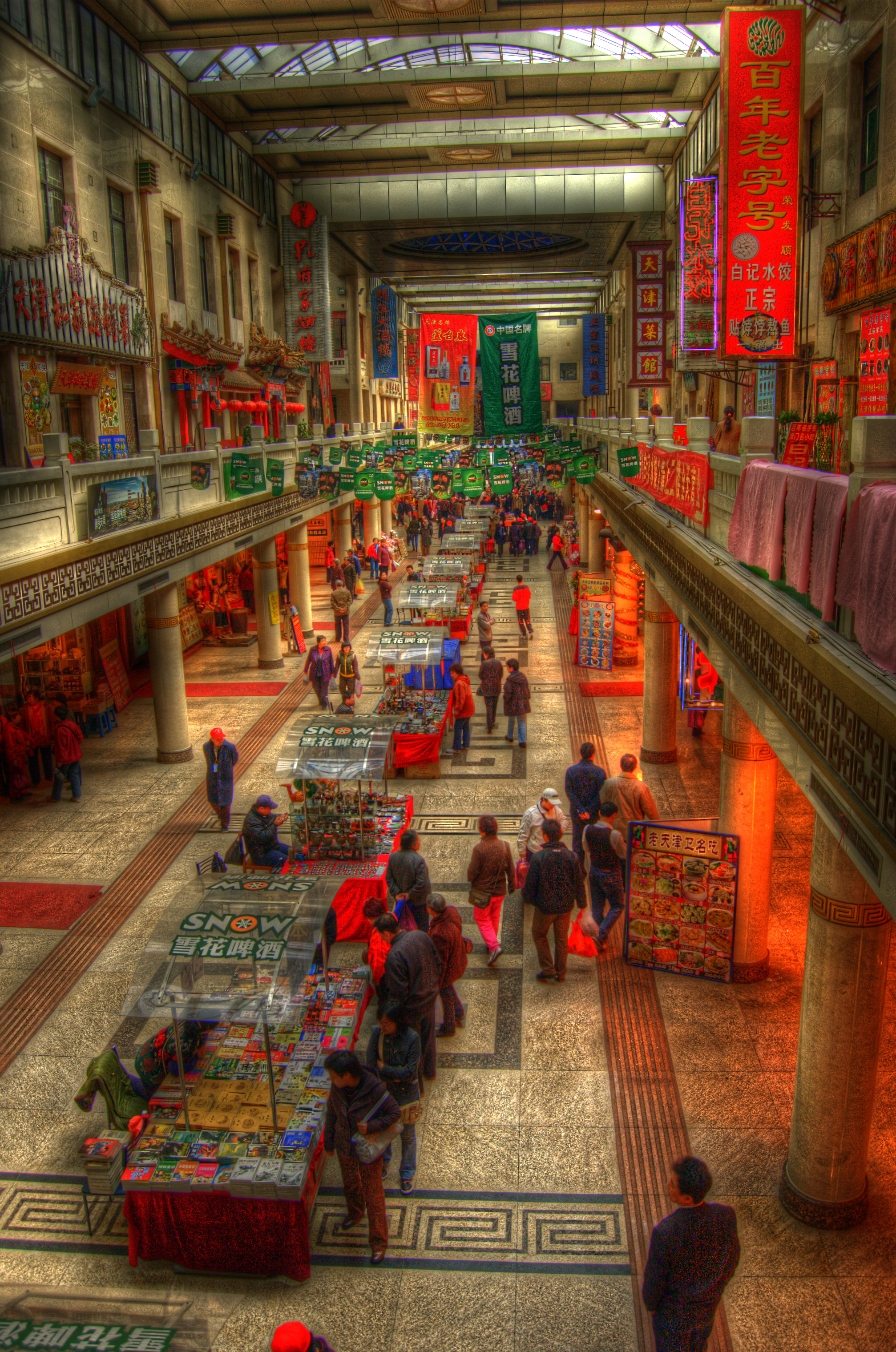
南市食品街内部
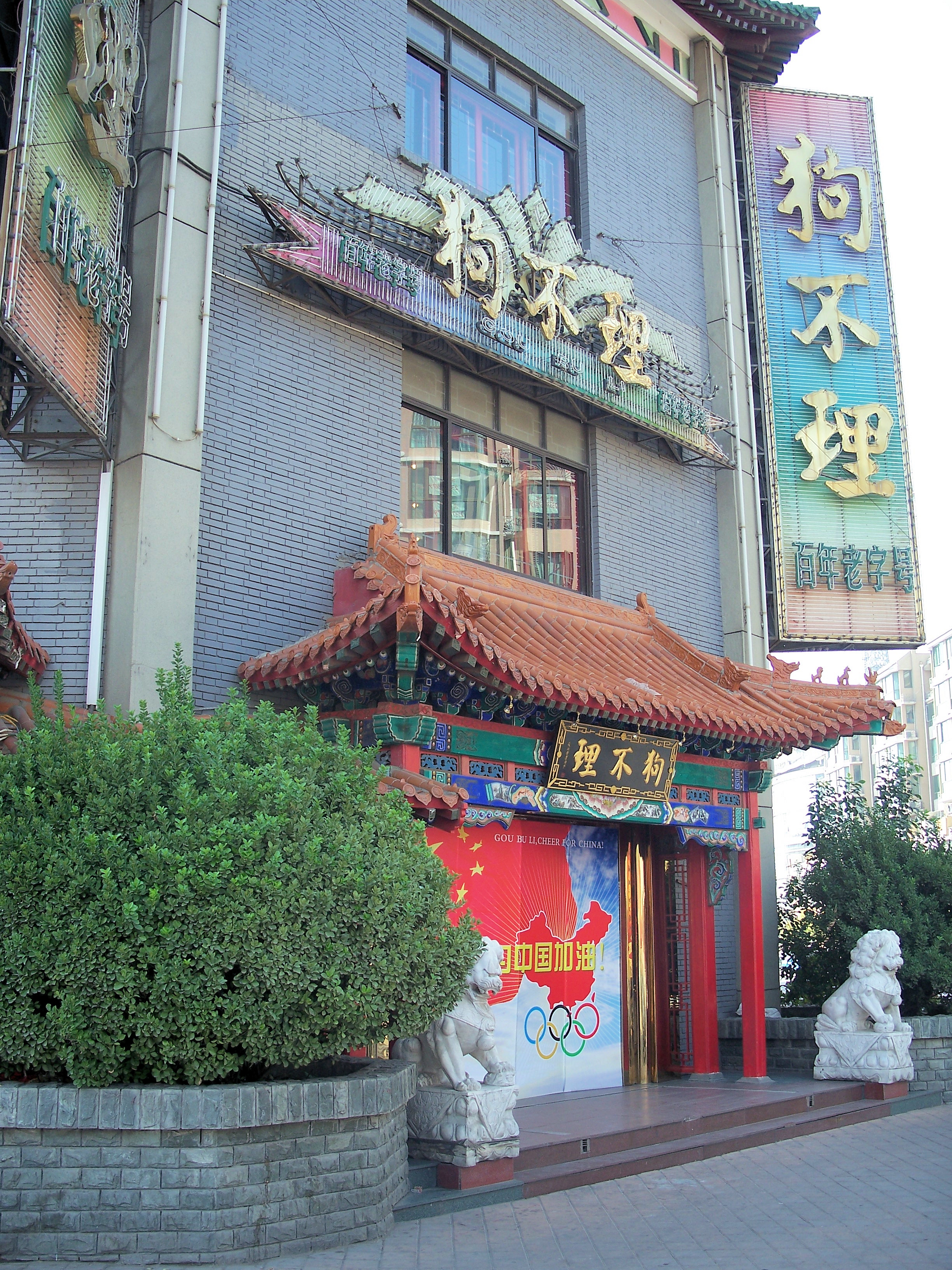
南市食品街狗不理餐厅门口
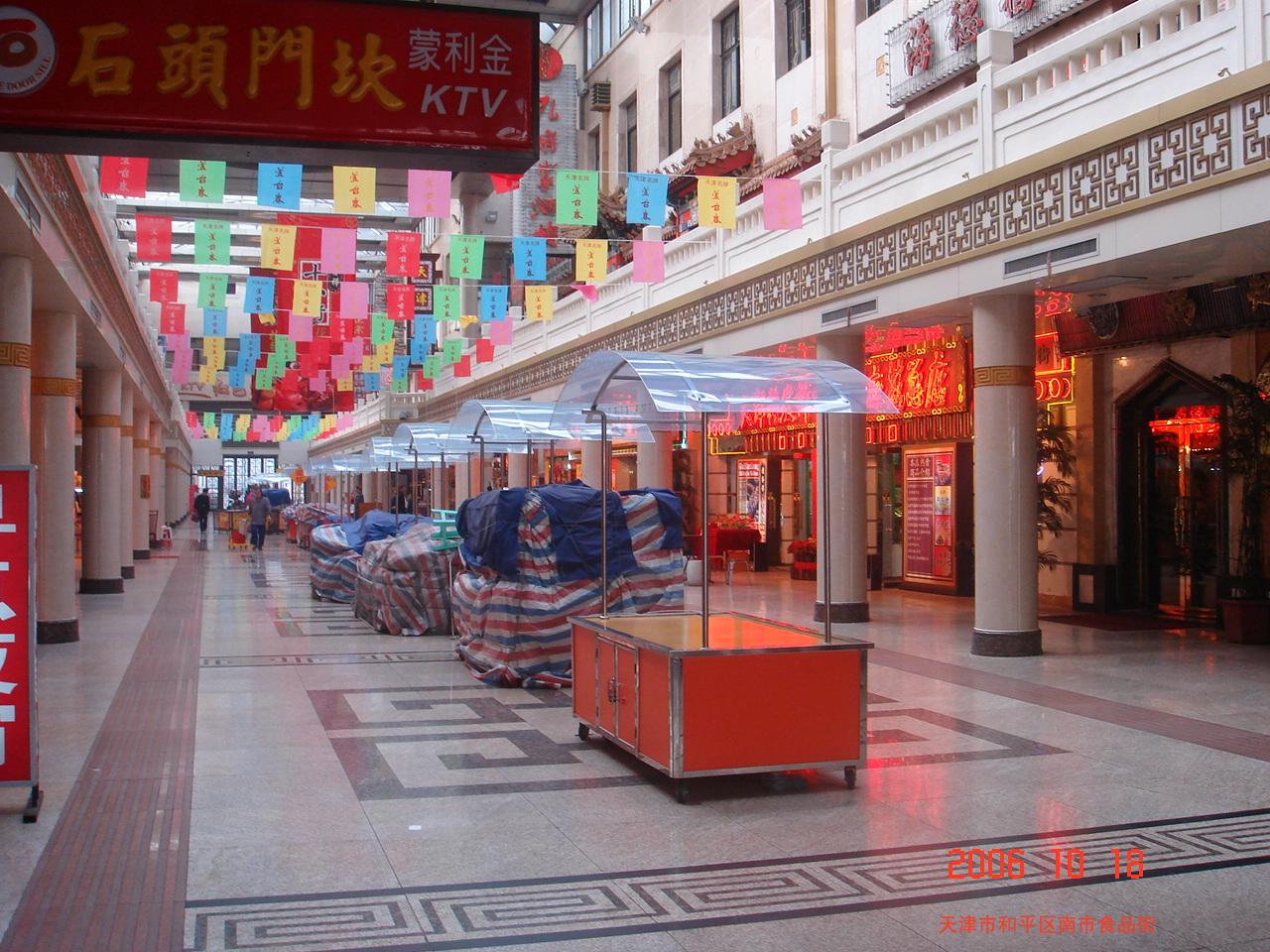
南市食品街内部
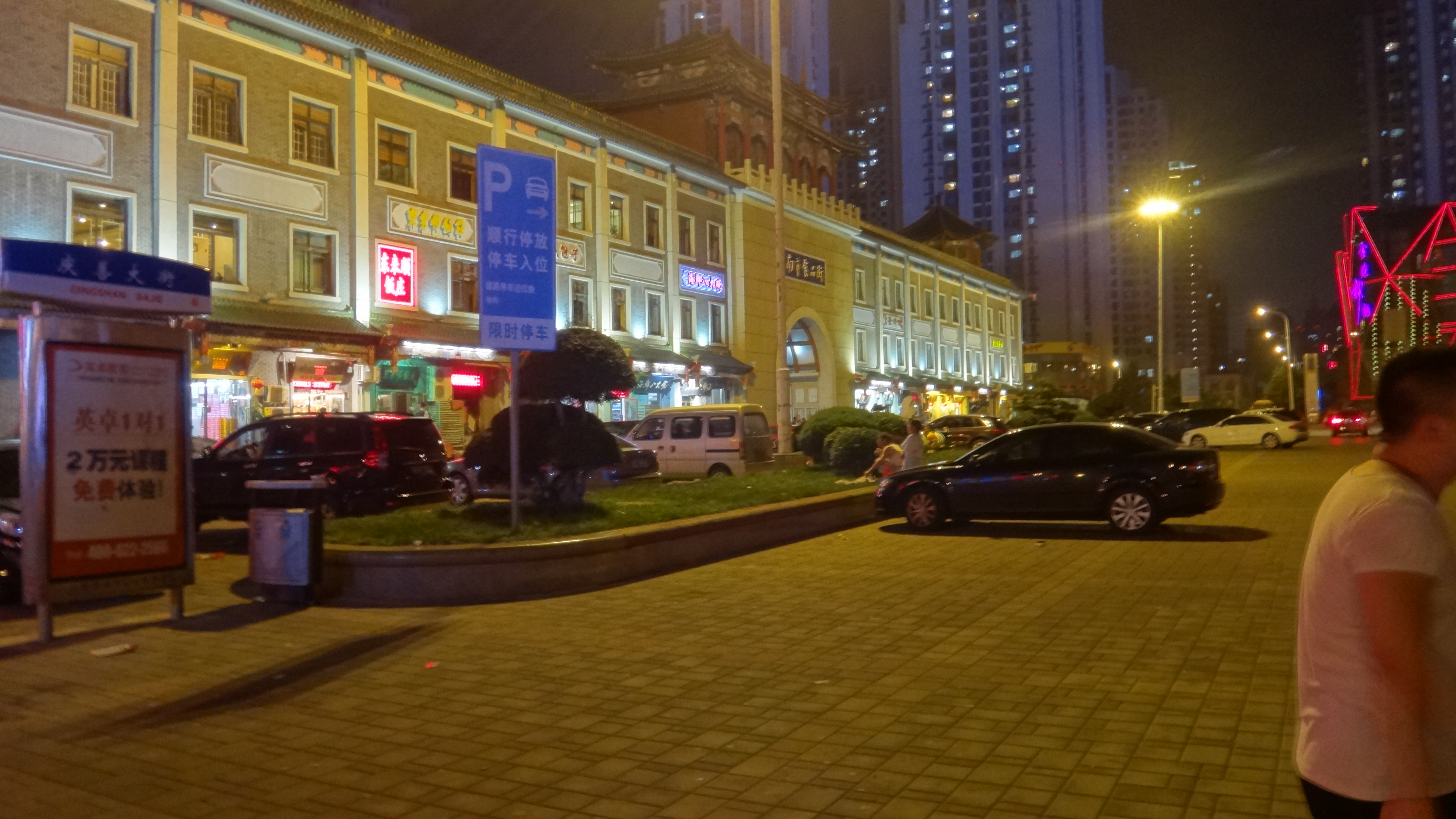
南市食品街室外
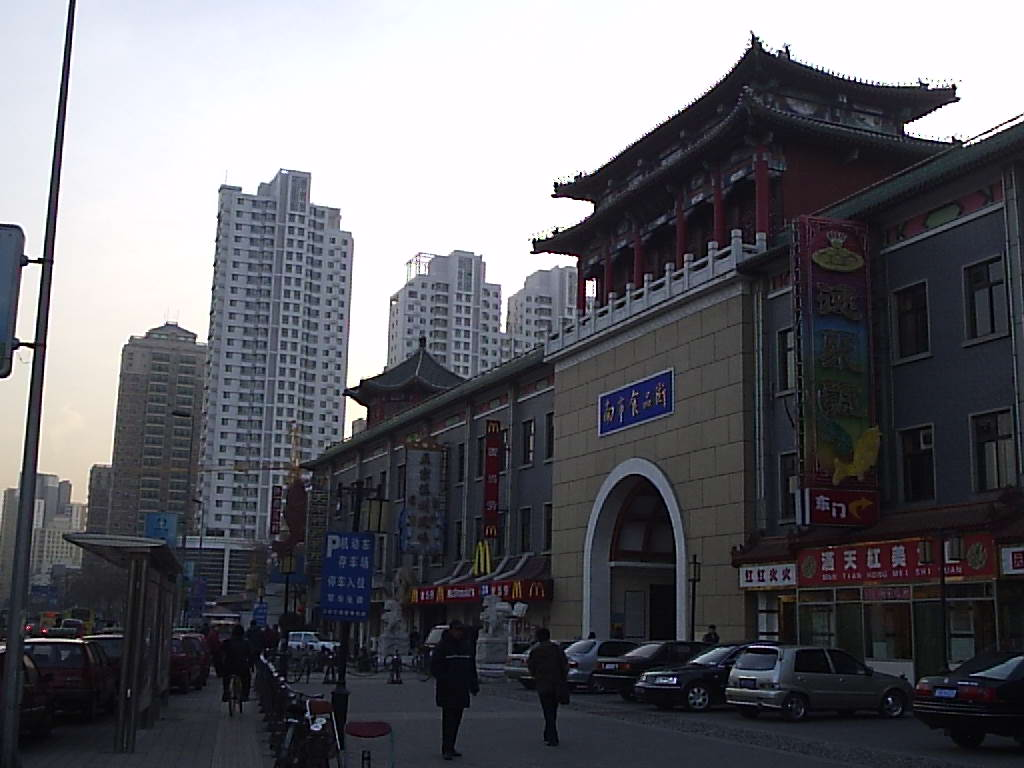
南市食品街东门